# Factorielle exponentielle
Une factorielle exponentielle est un entier naturel n élevé à la puissance n – 1, qui à son tour est élevé à la puissance n – 2, et ainsi de suite, c.-à-d. :
{\displaystyle n^{(n-1)^{(n-2)\cdots }}.}
La factorielle exponentielle peut également être définie avec la relation de récurrence
{\displaystyle a_{0}=1,\quad a_{n}=n^{a_{n-1}}.}
Les premières factorielles exponentielles sont 1, 1, 2, 9, 262 144, etc. suite A049384 de l'OEIS. Donc, par exemple, 262 144 est une factorielle exponentielle car
{\displaystyle 262\,144=4^{3^{2^{1}}}.}
Les factorielles exponentielles croissent beaucoup plus rapidement que la factorielle ou même l'hyper-factorielle. La factorielle exponentielle de 5 est 5262 144, qui vaut approximativement 6,206 069 878 660 874 × 10183 230.
La somme des inverses des factorielles exponentielles à partir de 1 est le nombre transcendant 1,611 114 925 808 376 736 111 1...  A080219.
Comme la tétration, il n'existe actuellement aucune méthode acceptée d'extension de la fonction factorielle exponentielle aux valeurs réelles et complexes, contrairement à la fonction factorielle, pour laquelle une telle extension est fournie par la fonction gamma.